# Lethícia Lacerda
Lethícia Rodrigues Lacerda (Goiânia, 12 de setembro de 2002) é uma mesa-tenista paralímpica brasileira.

## Biografia e carreira
Lacerda é natural de Goiânia, Goiás. Ela é filha da arqueira paralímpica Jane Karla Gögel. Começou a jogar tênis de mesa aos sete anos. Aos catorze anos, Lacerda começou a sentir dores nas pernas e dificuldade para se movimentar. Procurou muitos médicos diferentes, porém não chegaram a um diagnóstico. Ela e o irmão têm a mesma patologia, o que faz se acreditar que a causa é genética. Com o passar do tempo, as inflamações nas articulações dos joelhos e quadril foram piorando e ela passou a usar cadeira de rodas.
Em março de 2017, Lacerda representou o Brasil nos Jogos Parapan-Americanos de Jovens, realizados em São Paulo, e obteve um ouro na disputa individual da classe S8, sendo essa sua primeira participação em um torneio internacional. Na disputa feminina por equipes, Lacerda competiu ao lado de Danielle Rauen e Iolanda de Almeida e também ficou com a medalha de ouro.
Em 2018, mudou-se junto com a mãe para Sintra, em Portugal.
Em março de 2019, conquistou a medalha de bronze no Aberto de Costa Brava, na Espanha, etapa do Circuito Mundial Paralímpico de Tênis de Mesa. Em abril, Lacerda era a número 24 no ranking mundial da classe 8 feminina. Em janeiro do ano seguinte, já era a 19.ª do mundo.
Representou o Brasil nos Jogos Paralímpicos Tóquio 2020 onde foi eliminada nas quartas de final na disputa individual feminina da classe 8.
No Aberto Paralímpico de tênis de mesa de São Paulo, em março de 2023, foi prata por duplas classe XD1 e bronze individual classe 8. Em maio de 2023, durante o Aberto Paralímpico de tênis de mesa da Eslovênia, foi ouro na disputa por duplas classe WD14 em parceria com a ucraniana Maryna Lytovchenko. Em junho, disputou os Jogos Parapan-Americanos de Jovens de 2023, em Bogotá, na Colômbia, onde encerrou a disputa feminina das classes 6 a 8 com a medalha de prata.

## Principais conquistas
- Jogos Parapan-Americanos de Jovens de 2017: individual classe S8 – ouro[1][2]
- Jogos Parapan-Americanos de Jovens de 2017: disputa por equipes – ouro[3]
- Jogos Parapan-Americanos de 2019: individual – bronze[1]
- Jogos Parapan-Americanos de Jovens de 2023: individual classes 6 a 8 – prata[13]